# Phyllis Johnson
Phyllis Wyatt Johnson (* 8. Dezember 1886 in Royal Tunbridge Wells; † 2. Dezember 1967 in Tonbridge) war eine britische Eiskunstläuferin, die im Einzellauf und Paarlauf startete.
Im Alter von 18 Jahren heiratete Phyllis Squire 1904 den Bergwerkbesitzer James H. Johnson, der zehn Jahre älter als sie war. Zusammen gewannen sie bei den Olympischen Spielen 1908 in London die Silbermedaille im Paarlauf hinter Anna Hübler und Heinrich Burger und vor ihren Landsleuten Madge Syers und Edgar Syers. Im gleichen Jahr wurden sie auch Vizeweltmeister hinter den Deutschen. Bei der Weltmeisterschaft 1909 in Stockholm wurden sie schließlich Weltmeister, was ihnen 1912 in Manchester erneut gelang. 1910 gewannen sie in Berlin Bronze. Aufgrund des Gesundheitszustandes ihres Partners musste sie sich einen neuen Eiskunstlaufpartner suchen und fand ihn in Basil Williams. Mit ihm gewann sie bei den Olympischen Spielen 1920 in Antwerpen die Bronzemedaille. Es war das erste Mal in der Eiskunstlaufgeschichte, dass jemand mit zwei verschiedenen Partnern eine Medaille erringen konnte.
Auch im Einzellauf war Johnson erfolgreich. Bei der Weltmeisterschaft 1913 in Stockholm wurde sie Vizeweltmeisterin hinter Opika von Méray Horváth. 1912 und 1914 gewann sie Bronze. Bei ihrem einzigen Auftritt im Einzellauf bei Olympischen Spielen verfehlte sie als Vierte 1920 eine Medaille. 1921 wurde sie außerdem britische Meisterin, allerdings in der Herrenkonkurrenz, da es noch keine eigene Damenkonkurrenz gab.

## Ergebnisse

### Einzellauf
| Wettbewerb/Jahr           | 1912 | 1913 | 1914 | 1920 | 1921 |
| ------------------------- | ---- | ---- | ---- | ---- | ---- |
| Olympische Spiele         |      |      |      | 4.   |      |
| Weltmeisterschaften       | 3.   | 2.   | 3.   |      |      |
| Britische Meisterschaften |      |      |      |      | 1.*  |

(*) In der Herrenkonkurrenz, da es noch keine Damenkonkurrenz gab

### Paarlauf
(mit James H. Johnson)
| Wettbewerb/Jahr     | 1908 | 1909 | 1910 | 1912 |
| ------------------- | ---- | ---- | ---- | ---- |
| Olympische Spiele   | 2.   |      |      |      |
| Weltmeisterschaften | 2.   | 1.   | 3.   | 1.   |

(mit Basil Williams)
| Wettbewerb/Jahr   | 1920 |
| ----------------- | ---- |
| Olympische Spiele | 3.   |